# دبلیو. فرانک هارلینگ

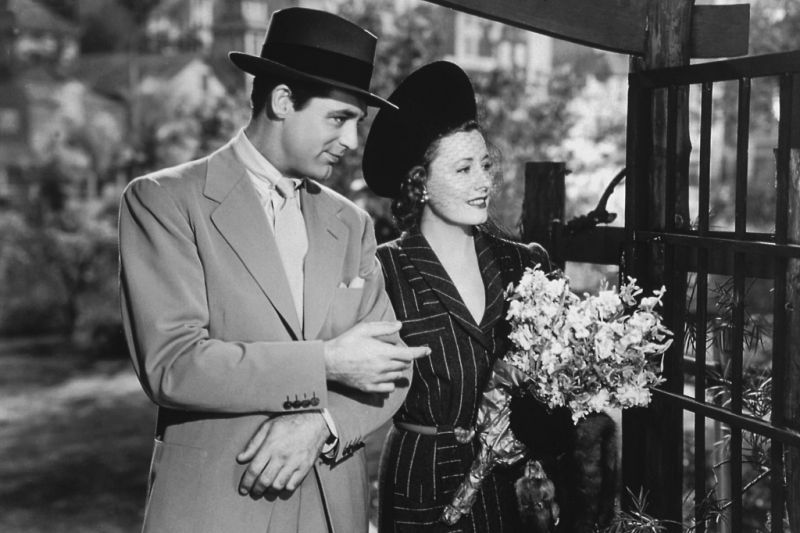
دبلیو. فرانک هارلینگ

دبلیو. فرانک هارلینگ (انگلیسی: W. Franke Harling؛ ‏ ۱۸ ژانویهٔ ۱۸۸۷ – ۲۲ نوامبر ۱۹۵۸) آهنگساز اهل بریتانیا بود.
از فیلم‌های او می‌توان به این همان شب است اشاره کرد.
وی همچنین برنده جوایزی همچون جایزه اسکار بهترین موسیقی فیلم شده است.